# 1932年レークプラシッドオリンピックのノルディック複合競技
1932年レークプラシッドオリンピックのノルディック複合競技（1932ねんレークプラシッドオリンピックのノルディックふくごうきょうぎ）は1932年2月10日、2月11日に行われた。

## 競技の結果

### 個人
- ヨハン・グロットムスブローテンがこの種目で2連覇を達成、ノルウェー勢は1位から4位までを独占した。
- 前半クロスカントリー1932年2月10日14:30～
- 後半ジャンプ1932年2月11日14:30～

| 順位 | 国・地域         | 氏名                           | 記録                     |
| ---- | ---------------- | ------------------------------ | ------------------------ |
| 金   | ノルウェー       | ヨハン・グロットムスブローテン | 446.00（CC1位、JP6位）   |
| 銀   | ノルウェー       | オーレ・ステネン               | 436.05（CC2位、JP12位）  |
| 銅   | ノルウェー       | ハンス・ヴィンヤレンゲン       | 434.60（CC4位、JP2位）   |
| 4    | ノルウェー       | スヴェレ・コルテルート         | 418.60（CC7位、JP5位）   |
| 5    | スウェーデン     | スヴェン・エリクソン           | 402.30（CC12位、JP3位）  |
| 6    | チェコスロバキア | アントニン・バルトン           | 397.10（CC6位、JP19位）  |
| 7    | ポーランド       | ブロニスワフ・チェフ           | 392.00（CC8位、JP14位）  |
| 8    | チェコスロバキア | フランチシェック・シミュネク   | 375.30（CC14位、JP15位） |
| 9    | アメリカ合衆国   | ロルフ・モンセン               | 369.30（CC17位、JP7位）  |
| 10   | カナダ           | ジョスタイン・ノードモー       | 367.56（CC18位、JP9位）  |

## 各国メダル数
| 順 | 国・地域   | 金 | 銀 | 銅 | 計 |
| -- | ---------- | -- | -- | -- | -- |
| 1  | ノルウェー | 1  | 1  | 1  | 3  |